# Teracotona subflava
Teracotona subflava là một loài bướm đêm thuộc phân họ Arctiinae, họ Erebidae.